# Lowell (Wisconsin)
Lowell és una població dels Estats Units a l'estat de Wisconsin. Segons el cens del 2000 tenia 366 habitants.

## Demografia
Segons el cens del 2000, Lowell tenia 366 habitants, 142 habitatges, i 93 famílies. La densitat de població era de 142,7 habitants per km².
Dels 142 habitatges en un 37,3% hi vivien nens de menys de 18 anys, en un 51,4% hi vivien parelles casades, en un 8,5% dones solteres, i en un 34,5% no eren unitats familiars. En el 27,5% dels habitatges hi vivien persones soles el 14,1% de les quals corresponia a persones de 65 anys o més que vivien soles. El nombre mitjà de persones vivint en cada habitatge era de 2,58 i el nombre mitjà de persones que vivien en cada família era de 3,18.
Per edats la població es repartia de la següent manera: un 30,3% tenia menys de 18 anys, un 5,7% entre 18 i 24, un 32,2% entre 25 i 44, un 21,6% de 45 a 60 i un 10,1% 65 anys o més.
L'edat mediana era de 34 anys. Per cada 100 dones de 18 o més anys hi havia 104 homes.
La renda mediana per habitatge era de 43.594 $ i la renda mediana per família de 46.750 $. Els homes tenien una renda mediana de 35.694 $ mentre que les dones 23.333 $. La renda per capita de la població era de 14.393 $. Aproximadament el 4,8% de les famílies i el 9,5% de la població estaven per davall del llindar de pobresa.

## Poblacions més properes
El següent diagrama mostra les poblacions més properes.